# Marolin – Richard Mahr

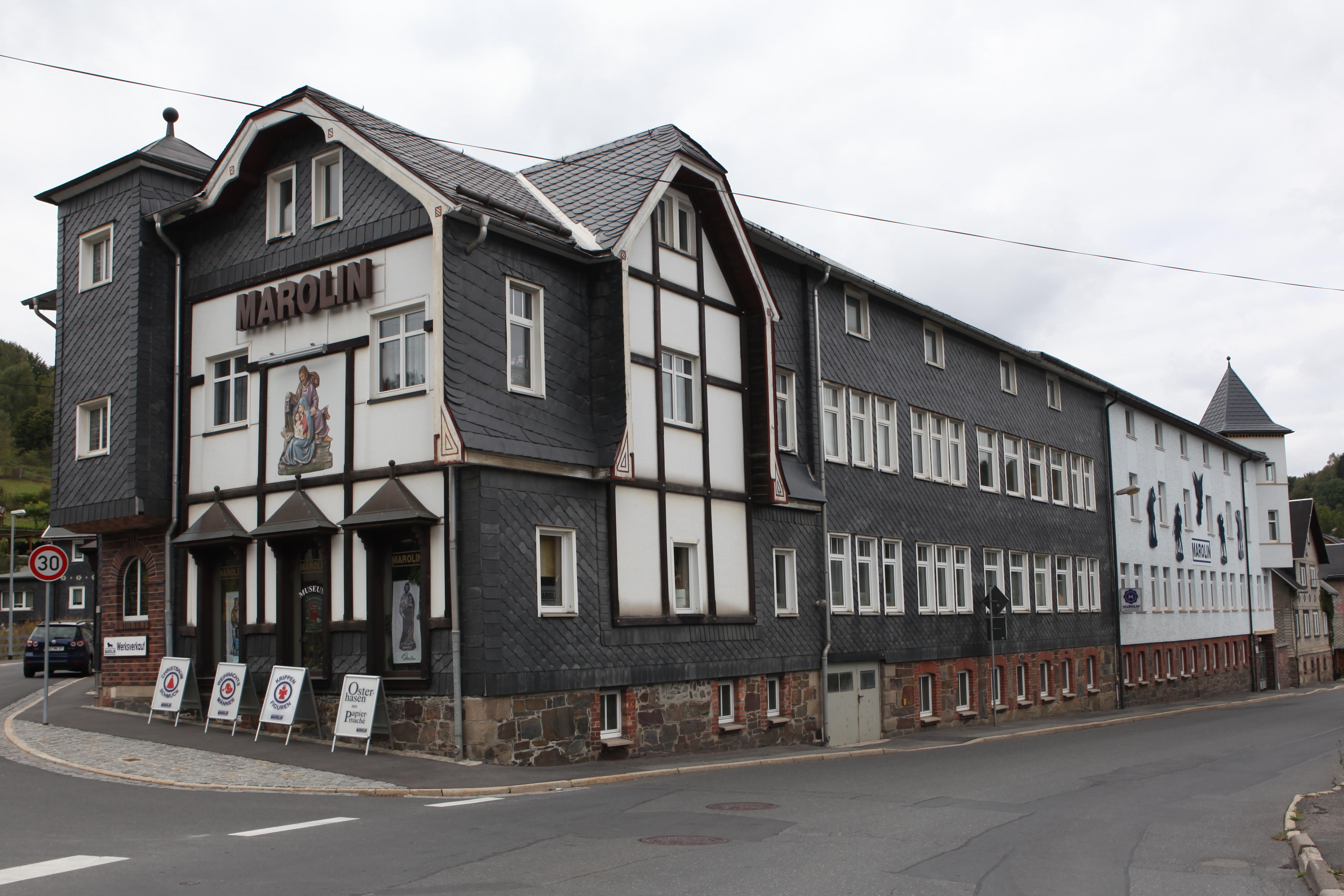
Firmengebäude in Steinach

Das Unternehmen MAROLIN – Richard Mahr GmbH ist eine in Steinach ansässige Manufaktur, die Kunstfiguren aus Papiermaché fertigt.

## Geschichte
Im Jahr 1900 gründete Richard Mahr (1876–1952) in dessen Elternhaus in der Räumstraße 35 das Unternehmen. Der einzige Sohn des Steinacher Holzarbeiters Christoph Carl Mahr wurde in Schichtshöhn, dem Wohnort seiner Mutter Lisette Mathilde, geboren. Bald nach seiner Geburt zogen die Eltern nach Steinach, dem Heimatort des Vaters. Hier besuchte Richard die Schule. Er lernte bei Rudolf Apel in Oberlind den Beruf des Figurenmalers. Seiner Lehre schloss er eine Ausbildung über die Herstellung anatomischer Lehrmittel in Berlin an. Unterschiedlichste Anstellungen, unter anderem in einer Porzellanmanufaktur, folgten.
Das Haus in Steinach wurde in den ersten Jahren sowohl zum Wohnen als auch zum Arbeiten genutzt. Es war ein für diese Gegend klassischer Familienbetrieb. Die Belegschaft bestand am Anfang aus Richard Mahr und seiner Frau. Abnehmer der damals gefertigten Produkte waren die in Sonneberg ansässigen Verlegerfirmen aus dem In- und Ausland. Richard Mahr schuf die Modelle für seine ersten Figuren selbst.
Voraussetzung dafür war eine exzellente Ausbildung: in der plastischen Formgebung durch den Beruf des „Modellbauers für anatomische Lehrmittel“ und als Figurenmaler in Personalunion. Um 1910 hatte das Unternehmen zehn Mitarbeiter.
Etwa 1920 trat der aus Steinach stammende Modelleur Julius Weigelt (1901–1982), der an der Industrieschule in Sonneberg gelernt hatte, in das Unternehmen ein. Von da an fertigte er allein die Modelle für das gesamte Figurenprogramm. Während die Modelle von Richard Mahr noch eher dem Nazarenerstil des 19. Jahrhunderts angehörten, orientieren sich Weigelts Modelle mehr an einem heimatlichen und volkstümlichen Stil, wie er ab den 1920er Jahren beliebt war und unter anderem auch von Josef Bachlechner in Tirol vertreten wurde. Julius Weigelt trug dadurch einen großen Teil zum Erfolg der Firma Mahr bei.
1924 entschloss sich Mahr, ein eigenes Firmengebäude zu bauen. Dies geschah durch die Aufstockung des Mahr’schen Elternhauses um ein Stockwerk und den Anbau eines sieben Fensterachsen umfassenden Werkstatt- und Lagergebäudes. Die Unternehmensentwicklung führte 1936 zu einer Erweiterung des Firmengebäudes. Der 14 Fensterachsen umfassende Anbau galt damals als das größte und modernste Industriegebäude in Steinach.
Mit Beginn des Zweiten Weltkrieges endete die stetige Expansion des Unternehmens. 1940 wurde die Produktion der Marolin-Figuren eingestellt. Kurz darauf belegte ein Arzneimittelwerk aus dem Westfälischen einen Teil der Arbeitsräume. Alle anderen Räumlichkeiten wurden für die Kriegsproduktion beschlagnahmt. Die Frauen der Belegschaft – die meisten Männer waren zum Kriegsdienst eingezogen – montierten Höhenmessgeräte für die Flugzeugindustrie. Nach 1945 schien das Unternehmen aufgrund der raschen Wiederherstellung der alten Geschäftsbeziehungen zunächst an den Erfolg der Vorkriegsjahre anknüpfen zu können. Die Bildung der zwei deutschen Staaten sollte aber die weitere Geschäftsentwicklung stark behindern. Durch ein von der DDR erlassenes Gesetz zur Besteuerung der privaten Wirtschaft, das mit Steuersätzen bis zu 90 % arbeitete, wurde die Überleitung in das Volkseigentum vorbereitet. Die vom Staat geleitete Planwirtschaft hatte die gesamte Produktion für den Export in das westliche Ausland vorgesehen.
Am 6. Juni 1958 brannte der Dachstuhl des Firmengebäudes sowie der Kistenschuppen, große Teile der Lagerräume und die Garagenaufbauten. Die Flammen, der Rauch und vor allem das Löschwasser zerstörten größere Mengen von Rohlingen und die gesamten Lagerbestände. Die Wohnräume der Familie Mahr im ersten Stock mussten vollständig geräumt werden.
In den Folgejahren geriet die Herstellung von Figuren für Weihnachtskrippen mehr und mehr in den Hintergrund. Schon frühzeitig wurde damit begonnen, die Mutterformen christlicher Figuren, die nicht zur engeren Weihnachtsgeschichte gehörten, aufgrund fehlender Nachfrage zu vernichten.
1963 erfuhr das Sortiment der Firma Mahr eine Ergänzung durch die Übernahme der Spieltierproduktion der Firma Lineol aus Brandenburg. Allerdings hatten die aus einer plastischen Heißmasse gepressten Figuren auch einen Nachteil: Die starke Rissbildung beim Fertigungsprozess zog aufwendige Ausbesserungsarbeiten nach sich. Der hohen Bruchanfälligkeit dieser Spielfiguren Rechnung tragend, fasste man 1967 den Entschluss, die Originalmodelle von Lineol zu verkleinern und die Figuren zukünftig aus Kunststoff in Spritzgusstechnik herstellen zu lassen. Von diesem Zeitpunkt an entwickelten sich die naturgetreu modellierten Tiere und Figuren aus Polyethylen zum wichtigsten Exportartikel des Unternehmens.
Unter massivem Druck des Staates wurde zu Beginn des Jahres 1972 eine staatliche Beteiligung durchgesetzt, die jedoch nur wenige Wochen existierte. Im April folgte dann die Enteignung. In dieser Zeit wurde dem nun „volkseigenen Betrieb“ das ebenfalls verstaatlichte Unternehmen Christoph Berger angegliedert. Bis 1975 blieb der Betrieb, der jetzt unter dem Namen VEB MAROLIN-Plastik firmierte, relativ selbständig. Im VEB PLAHO Steinach verlor er schließlich als Betriebsteil 8 die Selbständigkeit ganz. Bis 1974 hatte der VEB MAROLIN-Plastik noch einen eigenen Stand auf der Leipziger Messe und beteiligte sich vorerst zum letzten Mal an der Internationalen Spielwarenmesse in Nürnberg.
In der Zeit von 1972 bis 1990 wurden nur wenige Investitionen getätigt. Vorhandene Produktionsmittel wurden abtransportiert. Die Schäden an der baulichen Substanz, die durch Vernachlässigung und mangelhafte Reparaturen entstanden, konnten trotz umfangreicher Rekonstruktionsmaßnahmen nach der Reprivatisierung bis heute nicht vollständig behoben werden.
Als Richard Mahr 1952 starb, erbten seine beiden Töchter Paula Kaiser und Jenny Weigelt zu gleichen Teilen. Ihre Ehemänner Friedrich-Wilhelm Kaiser und Alfred Weigelt (beide als Kaufleute bereits Jahre im Unternehmen tätig), sollten die Geschäfte weiterführen. Aber kurz nach seinem Schwiegervater verstarb auch Friedrich-Wilhelm Kaiser, so dass Alfred Weigelt die Geschäftsleitung alleine übernahm. Renate, die Tochter von Alfred und Jenny Weigelt, geborene Mahr, heiratete den Diplomwirtschaftler Walter Greiner, der 1963 als Prokurist und technischer Leiter in das Unternehmen eintrat. Ihre gemeinsame Tochter und Urenkelin des Firmengründers Evelyn Forkel, kam 1990 in das Unternehmen und ist seit dem 1. Januar 1999 alleinige Geschäftsführerin.
Nach der Reprivatisierung im Juni 1990 des heruntergewirtschafteten Betriebes begann der Neuaufbau mit den noch vorhandenen Resten von Papiermaché-Figuren. Durch Zufall entdeckte man bei Aufräumungsarbeiten die alte, verloren geglaubte Rezeptur der Original-MAROLIN-Masse auf einer Kellertür. Somit war der Start zur Wiederbelebung dieser traditionellen Handwerkskunst gegeben. Spieltiere und Krippenfiguren aus Kunststoff und Figuren aus Papiermaché sind Bestandteil des Firmensortimentes.